# Félix Nieto
Félix Roberto Nieto Sosa (Lomas de Zamora, Provincia de Buenos Aires, Argentina; 12 de septiembre de 1957) es un exfutbolista argentino. Jugaba como delantero y su primer equipo fue All Boys. Su último club antes de retirarse fue Unión de Santa Fe.

## Trayectoria
Comenzó su carrera en 1976 jugando para All Boys. Jugó para el club hasta 1978. Ese año se trasladó a Vélez Sarsfield, en donde se mantuvo firme hasta el año 1979. Ese año se trasladó a España para formar parte de las filas de Málaga, en donde juega hasta 1981, cuando le llegó su oportunidad de regresar a Argentina para unirse a las filas de Unión de Santa Fe, en donde terminó su carrera.

## Clubes
| Club              | País      | Año       | PJ  | G  |
| ----------------- | --------- | --------- | --- | -- |
| All Boys          | Argentina | 1976-1978 | 84  | 14 |
| Vélez Sarsfield   | Argentina | 1978-1979 | 21  | 4  |
| Málaga            | España    | 1979-1981 | 58  | 13 |
| Unión de Santa Fe | Argentina | 1981      | 9   | 1  |
| Total             | Total     | Total     | 172 | 32 |